# کارل وارنت
کارل وارنت (دانمارکی: Carl Værnet؛ ‏ ۲۸ آوریل ۱۸۹۳ – ۲۵ نوامبر ۱۹۶۵) یک پزشک دانمارکی در اردوگاه مرگ بوخن‌والد بود. او آزمایش‌های پزشکی گسترده‌ای با استفاده از هورمون‌ها بر روی همجنس‌گرایان انجام داد تا شاید چاره‌ای برای درمان همجنس‌گرایی بیابد. او هورمون‌های صناعی را به‌داخل بیضه مردان تزریق می‌کرد. پژوهش‌های او زیر نظر رئیس وافن اس‌اس «هاینریش هیملر» انجام می‌شد.
کارل وارنت دانش‌آموختهٔ رشتهٔ پزشکی در دانشگاه کپنهاگ بود و بعدها برای تکمیل آموخته‌های خود، به آلمان، فرانسه و هلند رفت. او که علاقه خاصی به هورمون‌درمانی داشت، در اواخر دههٔ ۱۹۳۰ میلادی به عضویت «حزب ناسیونال سوسیالیست کارگران دانمارک» درآمد که بزرگترین حزب سوسیالیسم ملی‌گرا در دانمارک، پیش از جنگ جهانی دوم و در حین آن بود. به‌منظور پیش‌برد پژوهش‌هایش دربارهٔ دستگاه درون‌ریز، خوانندهٔ تنور اپرا «هلگه رُزواینه» او را به پزشک اس‌اس ارنست-روبرت گراویتس معرفی کرد که این پزشک نیز، وی را به هاینریش هیملر معرفی کرد و به وی در اوایل ۱۹۴۴ میلادی، یک شغل پزشکی در پراگ داده شد.
پس از جنگ، وی در کپنهاگ دستگیر شد و مورد بازجویی قرار گرفت، اما با ادعای اینکه دچار بیماری قلبی است، قبل از محاکمه موفق به فرار شد. به نظر می‌رسد که او سعی کرده بود نتایج پژوهش‌هایش را به شرکت داو دوپون بفروشد. بعدها او به برزیل و سپس بوئنوس آیرس گریخت و در همان‌جا در سال ۱۹۶۵ درگذشت.